# 地藏菩萨

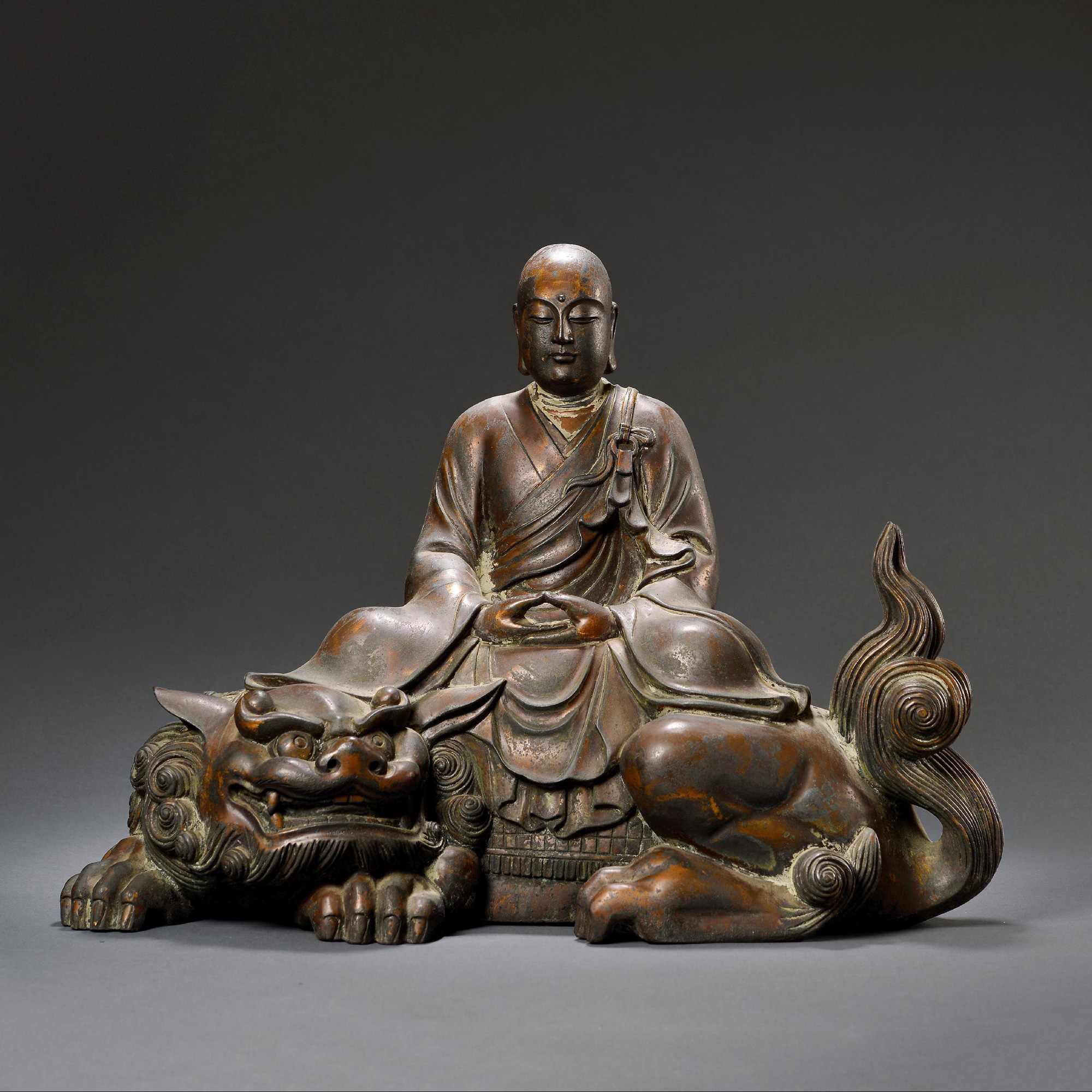
清代地藏王菩萨像

地藏菩薩，又稱地藏王菩萨，佛教菩薩之一，音譯為乞叉底蘗婆，因其「安忍不動如大地，靜慮深密如秘藏」而得名。又因其發有“眾生度盡、方證菩提；地獄不空、誓不成佛”之大願故被尊稱為大願地藏菩薩、幽冥教主。亦被尊為漢傳佛教四大菩薩之一，與觀音、文殊、普賢等菩薩一同深受世人敬仰。

## 名称释义
地藏菩薩之梵文名「क्षितिगर्भ」（Kṣitigarbha），「kṣiti」（乞叉底）有大地之意，「garbha」（檗婆）有胎藏或含藏之意，故云「地藏」。《地藏菩薩本願經》、《地藏十輪經》等均稱「地藏菩薩」。《大乘本生心地觀經》則以「地藏王菩薩」稱之，故漢地尊稱菩薩為「地藏王」，王者意思是「自在」，表示菩薩「於一切法自在」義。

## 起源與職能演變
西秦聖堅法師譯《佛說羅摩伽經》中有持地藏菩薩，為釋迦文佛說法時的聽眾之一。首次以持地藏菩薩名字出現的是北涼佚名譯《大方廣十輪經》卷八和北魏菩提流志譯《佛名經》卷十二。其後隋朝三藏法師菩提燈譯《占察善惡業報經》二卷，說地藏可引渡諸佛淨土。此二經中的地藏菩薩，和觀世音菩薩及阿彌陀佛相近，職能以人間救苦，或以接引至諸佛淨土為主，常為一般人發願信仰的對象。
至唐初藏川撰抄的《佛說地藏菩薩發心因緣十王經》（簡稱《佛說地藏十王經》）及《佛說預修十王生七經》，與《地藏菩薩本願經》開始說眷屬為亡人打齋做功德以求其冥福乃至救贖之說。
密教則認為「地藏菩薩」本地為寶生佛，故能給予有情眾生珍寶資糧。

## 本生因緣

### 過去因地行願
《地藏菩薩本願經》中解說地藏菩薩過去生中，曾為婆羅門女、光目女、小國國王等身，因發弘大誓願，經無數阿僧祇劫修持，履行祂的誓願，而成就菩薩位。
地藏菩薩在過去久遠不可說不可說劫前（“無量”、“阿僧祇”、“那由他”、“不可說”为佛教计量单位，泛指数目极其巨大），以大長者子之身，為得到佛千福莊嚴的相貌，在師子奮迅具足萬行如來前，發此弘大誓愿。又於過去不可思議阿僧祇劫前，以婆羅門女之身，為救因不信因果、常輕三寶而墮入地獄的母親，在覺華定自在王如來塔像之前，發此弘大誓愿。
又於過去無量阿僧祇劫前，在清凈蓮華目如來像法之中，以一個叫光目的普通婦女之身，為了救因殺害毀罵罪，而墮入地獄受極大苦的母親，向空中十方諸佛發此弘大誓愿。
又於無量阿僧祇那由他不可說劫前，有佛出世，名一切智成就如來，住世六萬劫。這位如來在出家修道前，身為小國國王，他與一鄰國國王朋友，同行十善利益眾生，為救度鄰國造惡眾生，他們一同發愿，一王發願早成佛道，然後全部度化罪苦眾生。一王發願，若不先度罪苦眾生，令得安樂成就菩提，自己終未願成佛。發願早成佛道者，即一切智成就如來，發願先度眾生最後成佛者，即地藏王菩薩。

### 過去已成佛道
在《占察善惡業報經》中，世尊解說地藏菩薩過去已功德滿足，但依本願而示現菩薩之身，在五濁惡世度眾生。《占察善惡業報經》：「此善男子（指地藏菩薩）發心已來，過無量無邊不可思議阿僧祇劫，久已能度薩婆若海，功德滿足。但依本願自在力故，權巧現化，影應十方。雖復普遊一切剎土，常起功業，而於五濁惡世，化益偏厚，亦依本願力所熏習故，及因眾生應受化業故也。彼從十一劫來，莊嚴此世界，成熟眾生。是故在斯會中，身相端嚴，威德殊勝，唯除如來無能過者！」

### 現今示現菩薩
地藏菩薩在娑婆世界示現菩薩身十方應化，在釋迦牟尼佛說法時，受囑咐教化娑婆眾生，直至彌勒菩薩於娑婆世界成佛。信徒稱其「地藏菩薩」，其示現菩薩之身協助釋迦牟尼佛說法，故佛教造像中將釋迦牟尼佛、觀世音菩薩、地藏王菩薩合稱「娑婆三聖」。

## 典故

### 佛所咐囑
地藏菩薩亦稱地藏尊者。佛教在《地藏菩薩本願經》上卷、《地藏十輪經》等，皆說有地藏菩薩。此地藏曾在忉利天大會的眾生面前，受釋尊的咐囑，在釋尊入滅後至彌勒菩薩成佛之前的娑婆無佛世界擔任導師。依《地藏十輪經》第一卷：「安忍不動，猶如大地，靜慮深密，猶如密藏」，而名地藏。處事堅毅不拔的態度，好比大地，以果敢的決斷力救濟三界六道的一切眾生，地獄不空，自己決不成佛的菩薩。又說地藏菩薩是已登十地果位的菩薩，為教化六道（地獄、餓鬼、畜生、修羅、人、天）的眾生，而留在菩薩位。

### 經典摘錄
- 尊敬比丘勿得呵毀

在家信眾，對於出家人，應該尊敬，不能呵毀。
清淨持戒的比丘，當然不得以世俗的非法來刑責。那些破戒無戒的，為什麼也不能以世俗的法或非法來刑責呢？這是有著深刻意義的。如|                      | 破戒惡行苾芻，雖於我法毘奈耶中，名為死屍，而有出家戒德餘勢。 |
| ——《十輪經》（卷三） |                                                              ||                      | 出家者雖破戒行，而諸有情睹其形相，應生十種殊勝思維，當獲無量功德寶聚：念佛、念法、念僧、念戒、念施、念忍、念出家、念遠離、念智慧、念宿植出離善根。 |
| ——《十輪經》（卷三） | |
依經文的意義是：
破戒苾芻（比丘），違背了毘那耶，猶如死屍（不可能現身修行證果），佛法大海，不能再容納他，所以應逐出僧團。但犯戒的惡行比丘，過去曾於出家僧團中受戒；雖然破戒，還有戒德餘勢。換言之，破戒比丘不是破壞一切戒善，還有些功德在呢！如曾盛過香料的盒子，拿去香料後，還留有香氣。破戒者因曾經受戒，所以還有些功德，還能令見者生起十種殊勝思維，增長福德。說到這裏，大家倒可以想想自己。現在雖學佛而或者程度已較高了，已受五戒或菩薩戒，但最初是怎樣信佛的？當然，有些是遇著大德法師而生起信心，皈依佛法；有些卻是幼年在家鄉時，見到平常的出家人，慢慢與佛法結緣而學佛；或者見到的是不成樣的出家人——破戒或無戒的，也許初見的印象不太好，但還是使你生起良好的觀念，知道有佛有法有僧，而種下現在學佛的種子。所以破廟中的佛像，或舊書堆裏的佛經，破戒的出家人，都能引起眾生對三寶的信心。這樣，破戒無戒的比丘，是能令人生起功德，增長殊勝思維的。如念三寶功德不可思議，念持戒、布施、忍辱功德，生起出家，遠離煩惱，想到尋求智慧，自己於過去生中的善根。所以若在出家人立場說，破戒惡行比丘，應逐出僧團；但在信眾方面說，還能令人增長功德，可作眾生福田。總結的說，能持戒的，固然理想，應加崇仰；破戒的，即使知道了，在家居士亦不能對他非法罵辱，或者拘禁，因為這是對僧團而造重罪的。地藏菩薩來五濁惡世，現出家相，充分表現了菩薩的慈悲度生精神，使大家知道剃除鬚髮，身披袈裟，於出家僧團中，是好是壞，還是出家人。當沒有逐出僧團，失掉出家身份以前，不予讚歎、供養、護持，是可以的，但卻不能於當面或背後，用手段對付罵辱。否則，對佛法起不良的影響，無形中造成破毀三寶的重罪。
- 偽大乘者不應親近

有些大乘學者，常公開宣揚他的大乘：說自己是大乘派；只有大乘經可聽，大乘法才可學；聲聞、獨覺乘都是小乘法，都不要修學。換言之，這是執大謗小。
一般人的想法，大乘比小乘好，那麼學大乘不學小乘，專弘大乘不弘小乘，又有什麼錯誤呢？這錯誤可大了！如|                      | 唱如是言，我是大乘，是大乘黨，唯樂聽習受持大乘，不樂聲聞，獨覺乘法。 |
| ——《十輪經》（卷六） |                                                                      ||                      | 說者聽者，俱獲大罪，陷斷滅邊，墜顛狂想，執無因論。如是眾等所有過失，皆由未學聲聞乘法，獨覺乘法，先求聽習微妙甚深大乘正法。 |
| ——《十輪經》（卷六） | |
如有這種執大謗小的偏見，佛為大眾說，這是犯重罪的；聽這種人說法，也會犯重罪。主要的有三種過失：起斷滅見、起顛狂想、執無因論。
1. 墮斷滅見，即落於空。聽說一切皆空，以為空掉因果緣起，於是把因果緣起，善惡報應，生死輪迴，都看作什麼都沒有。如起了這樣的斷滅見——空見，即使說心說性說悟，都不是真正的大乘法。
2. 顛狂想：聽說人人有佛性，人人可以成佛，就好像自己是佛，狂妄顛倒得了不得！學大乘法的，容易走此邪道。這是離開聲聞、緣覺法而學大乘所起的過失。
3. 無因論：大乘經中，或說因緣不可得，因緣無自性，但這並非沒有因緣。但有些學者，卻由此而落入自然無因的邪見。因果是佛法的宗要，非好好的信解不可。現在有些地方，好像佛法很盛，但很少談到三世因果，無形中佛法成了現生的道德學，修養法。這些變了質的，離根本佛法甚遠，都是偏向於大乘所引起的錯誤，也可以說這根本不成大乘法了。[18]

### 度化劫數
因《地藏菩薩本願經》中阐述地藏菩萨舍身救母的意愿，此经也被称为佛经中的“孝经”。
地藏菩薩救度眾生經過的時間長度，是一般人無法想象也不能理解的，佛陀在《地藏經》中作了這樣的描述：“譬如在三千個大千世界里，所有的草木叢林、稻麻竹葦、山石微塵，每一樣東西都當作一條恒河，每一條恒河中的每一粒沙都當作一個世界，每個世界里的每一粒微塵都當作一個劫數，在每一劫里所積聚的微塵，其中每一粒再當成一個劫數，地藏菩薩證得十地菩薩的果位以來，已經比上面所說數目的一千倍還要多，就不要再說地藏菩薩在修行聲聞和辟支佛時所經過的時間了。”
在《地藏菩薩本願經》中，釋迦牟尼佛告訴四天王：地藏菩薩以無數方便教化眾生。

### 稱佛名號
根據《地藏菩薩本願經》所述，由於深知：“閻浮眾生，舉心動念，無非是罪，脫獲善利，多退初心，若遇惡緣，念念增益。”“習惡眾生，從纖毫間，便至無量。”爲救拔一切罪苦六道眾生，地藏菩薩欲利益眾生，演不思議事，於是在稱佛名號品列舉了一些佛名及其利益之事：如果听到無邊身如來名号，暂时生恭敬，就可以超越四十劫生死之罪；如果听到寶性如來的名称，一彈指頃發心歸依，就於無上道永不退轉；如果听到波頭摩勝如來名号，當得千返生於六欲天中；如果听到獅子吼如來名，一念歸依，當遇無量諸佛摩頂授記；如果听到拘留孫佛名，至心瞻禮，或復贊嘆，當於賢劫千佛會中為大梵王，得授上記；如果听到毗婆尸佛名，永不墮惡道，常生人天受勝妙樂；如果听到寶勝如來名，畢竟不墮惡道，常在天上受勝妙樂；如果听到寶相如來名，生恭敬心，不久當得阿羅漢果；如果听到袈裟幢如來名，超越一百大劫生死之罪；如果听到大通山王如來名，得遇恒河沙佛廣為說法，必成菩提；還有凈月佛、山王佛、智勝佛、凈名王佛、智成就佛、無上佛、妙聲佛、滿月佛、月面佛等不可說佛，只要念得一个佛号的名號，功德就非常多了，何況多个法号呢。这些眾生，生時死時，自会得到大的益处，最终不会堕落到惡道中。

### 十日誦經
在《地藏菩薩本願經》中，釋迦牟尼佛告訴普廣菩薩，如果在“十齋日”（每月一日、八日、十四日、十五日、十八日、二十三、二十四、二十八、二十九日，三十日）中持斋、念佛、礼拜，就能远离疾病，衣食富足。

## 功德

### 讚歎稱禮

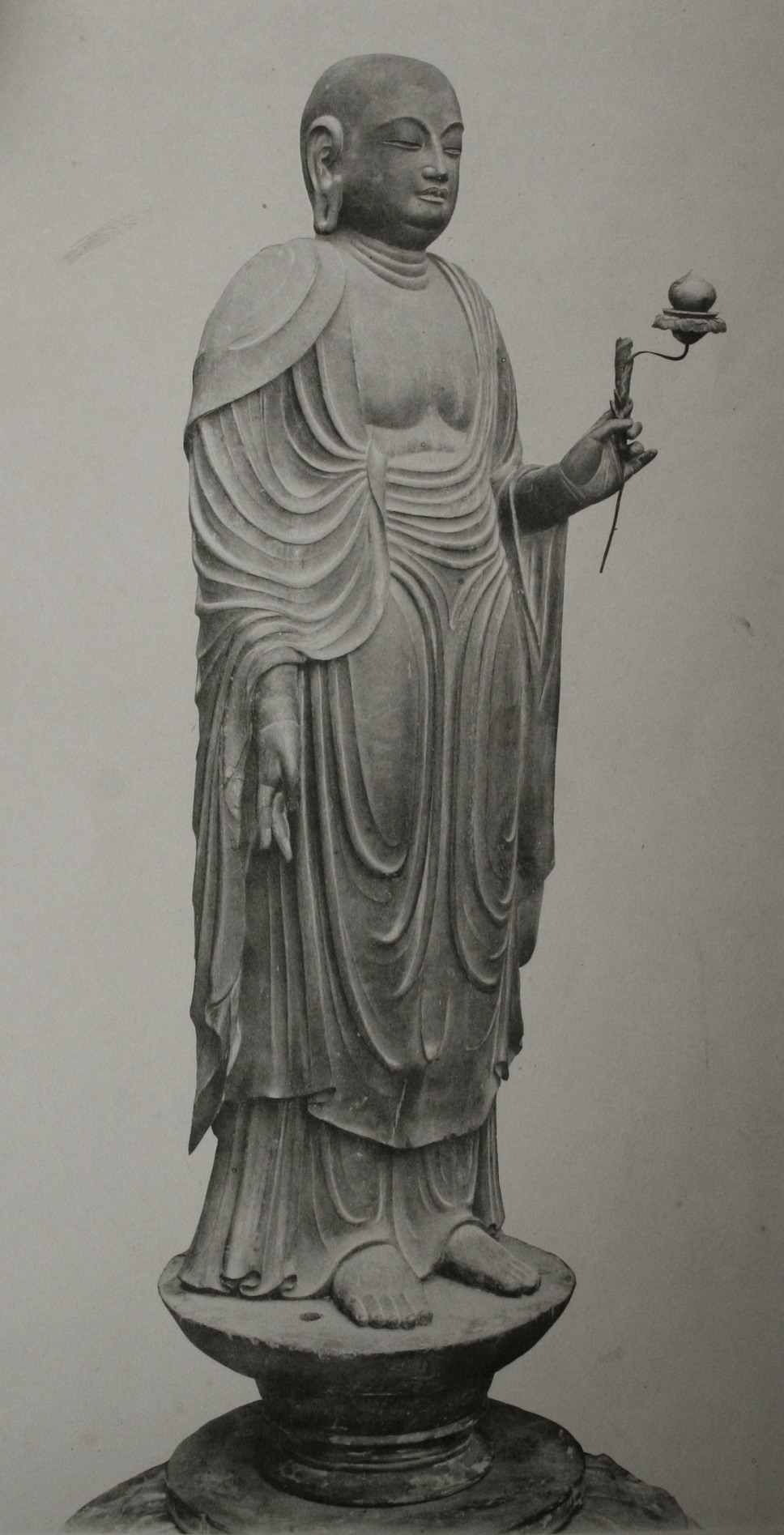
法隆寺

按《地藏菩薩本願經》中，〈如來讚歎品〉第六提到，當時法會中普廣菩薩及四眾等略說地藏菩薩利益人天福德之事。包括：
1. 聞名讚歎亦超越三十劫罪：「聞是地藏菩薩摩訶薩名者，或合掌者、讚歎者、作禮者、戀慕者，是人超越三十劫罪」
2. 生天，永不墮於惡道：「或彩畫形像，或土石膠漆，金銀銅鐵、作此菩薩，一瞻一禮者，是人百返生於三十三天，永不墮於惡道。假如天福盡故，下生人間，猶為國王，不失大利。」
3. 不受女身：「若有女人，厭女人身，盡心供養地藏菩薩畫像，及土石膠漆銅鐵等像，如是日日不退，常以華香、飲食、衣服、繒綵、幢旛、錢、寶物等供養。是善女人，盡此一報女身，百千萬劫，更不生有女人世界，何況復受。除非慈願力故，要受女身，度脫眾生，承斯供養地藏力故，及功德力，百千萬劫不受女身。」
4. 即是女身，亦相貌圓滿：「若有女人，厭是醜陋，多疾病者，但於地藏像前，志心瞻禮，食頃之間。是人千萬劫中，所受生身，相貌圓滿。是醜陋女人，如不厭女身，即百千萬億生中，常為王女，乃及王妃，宰輔大姓，大長者女，端正受生，諸相圓滿。由志心故，瞻禮地藏菩薩，獲福如是。」
5. 鬼神護衛：「若有善男子、善女人，能對菩薩像前，作諸伎樂，及歌詠讚歎，香華供養，乃至勸於一人多人。如是等輩，現在世中及未來世，常得百千鬼神日夜衛護，不令惡事輒聞其耳，何況親受諸橫。」
6. 即使曾犯重罪，至於五無間罪，亦能得解脫：「如是三白病人，遣令聞知。假令諸識分散，至氣盡者，乃至一日、二日、三日、四日至七日以來。但高聲白，高聲讀經。是人命終之後。宿殃重罪，至於五無間罪，永得解脫，所受生處，常知宿命。」
7. 過去世眷屬亦蒙福力解脫：「普廣，汝以神力，遣是眷屬，令對諸佛菩薩像前，志心自讀此經，或請人讀，其數三遍或七遍。如是惡道眷屬，經聲畢是遍數，當得解脫，乃至夢寐之中，永不復見。」
8. 得尊貴之身：「復次普廣：若未來世，有諸下賤等人，或奴或婢，乃至諸不自由之人，覺知宿業，要懺悔者。志心瞻禮地藏菩薩形像，乃至一七日中，念菩薩名，可滿萬遍。如是等人，盡此報後，千萬生中，常生尊貴，更不經三惡道苦。」
9. 新生眷屬增福：「復次普廣，若未來世中，閻浮提內，剎帝利、婆羅門、長者、居士、一切人等，及異姓種族，有新產者，或男或女，七日之中，早與讀誦此不可思議經典，更為念菩薩名，可滿萬遍。是新生子，或男或女，宿有殃報，便得解脫，安樂易養，壽命增長。若是承福生者，轉增安樂，及與壽命。」
10. 現世居家衣食豐溢：「能於十齋日每轉一遍，現世令此居家無諸橫病，衣食豐溢。是故普廣，當知地藏菩薩有如是等不可說百千萬億大威神力，利益之事。」

### 皈依供养

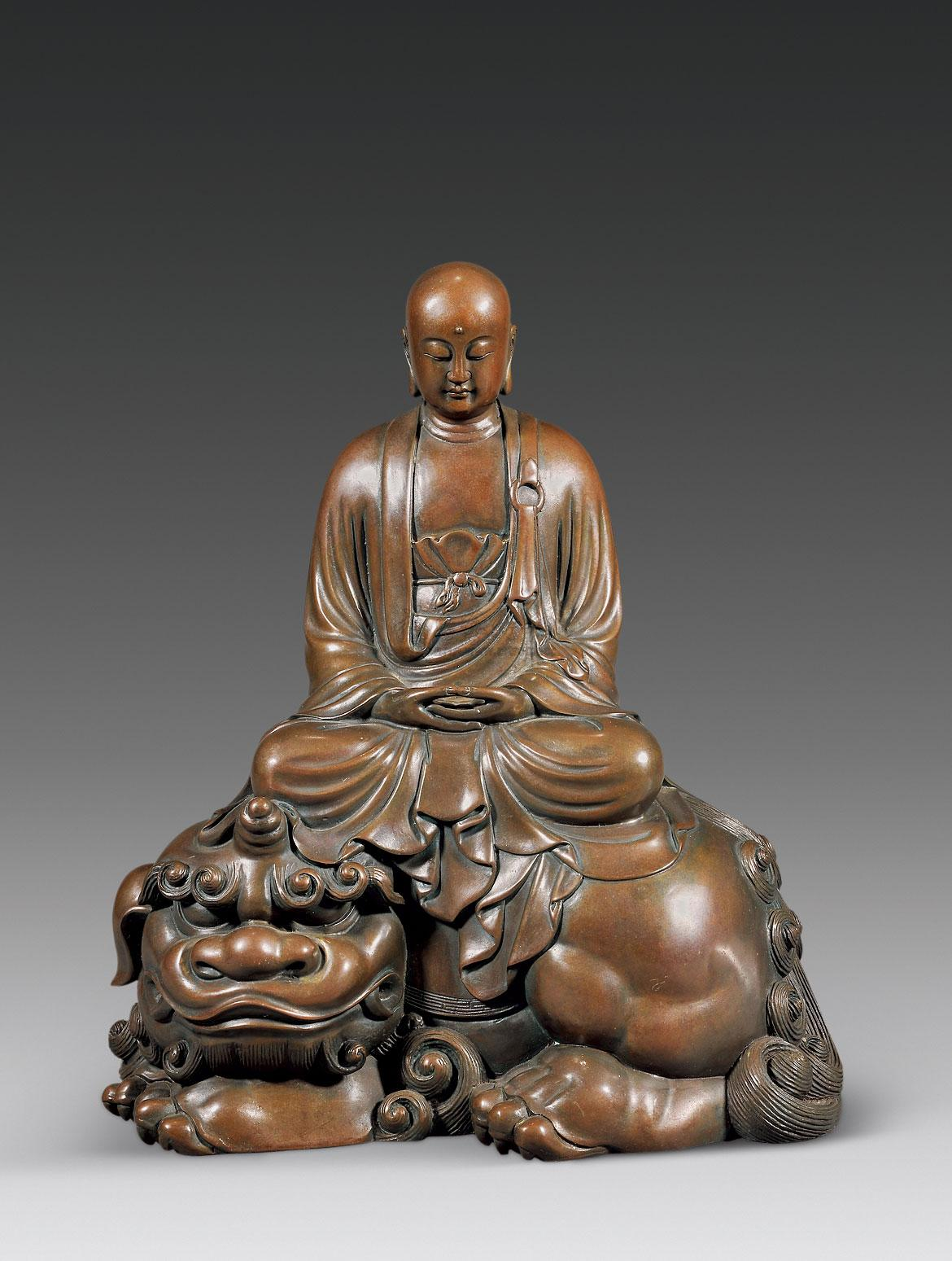
清代地藏王菩萨供養像

在《地藏菩薩本願經》中，佛告訴觀世音菩薩，将来世界中，若有缘人发慈悲心去救助众生。当他们渴望获得解脱，见到地藏菩萨的佛像或者听闻其名，衷心皈依并供养的人，必然心随所愿。佛陀还告訴虛空藏菩薩，若有缘人见到地藏菩萨像及《地藏菩薩本願經》，朗诵并供养它，就能得到二十八种益处，故称“地藏二十八益”。天龙鬼神等，也可通过朗诵瞻禮供养，获得七种益处。
在地藏經第十一品，堅牢地神向世尊說，若未來及現在眾生，以土石竹木作為小閣，在之中供養地藏菩薩的形象，燒香供養，瞻禮讚歎，可以得十種利益。

### 地藏讚頌
地藏菩薩妙難倫，化現金容處處分。

三途六道聞妙法，四生十類蒙慈恩。

明珠照徹天堂路，金錫振開地獄門；

累劫親姻蒙接引，九蓮臺畔禮慈尊。

大士誓願不可測，運悲周遍塵剎國。

眾生盡後誓方休，地獄空時願始息。

受化多成無上道，自身猶示聲聞跡。

祇緣生佛性唯一，欲令同獲究竟即。

地藏大慈悲，誓願永無了期。

所化成佛數難思，猶秉聲聞儀、真待獄生度盡，方肯示證菩提。

懇祈冥顯施恩資，海會預蓮池。

## 地藏占察法門
在《占察善惡業報經》裡，釋迦牟尼佛請地藏菩薩開示了地藏占察法門，即以木質的占察輪共十九枚、三組，按照占察儀軌，提出占察人在修行、業報、生活等各方面的問題，奉請地藏菩薩開示答案。經中開示了針對了每一類問題的多種回答，如果占察卦象在回答區內則是相應，
如果答非所問則不相應，非開示的答案。經中還開示了「地藏懺法」，可在拜懺後配合占察輪使用，占察業報多少，是否清淨。相傳藕益大師就修行此法門。
地藏占察不同於世間神鬼占卜，神鬼占卜在佛教中是不允許的，但佛教也留下了幾個占卜法門：地藏占察法門、文殊卦法門、觀音靈課法門，這些是特地留給末法時代的劣根眾生，維繫修行人的正念、正業，占察因果的殊勝法。漢地有夢參法師弘傳此法門。

## 《地藏王菩薩滅定業真言》
唵婆囉末鄰托寧娑婆訶（羅馬拼音：Om, pramardane svāhā!.）為地藏王菩薩滅定業真言。滅定業真言為地藏王菩薩所說，其目的為讓眾生消除罪業、惡業。

## 《维基文库中的相关原始文献：地藏王菩薩滅定業真言》
唵婆囉末鄰托寧娑婆訶（羅馬拼音：Om, pramardane svāhā!.）為地藏王菩薩滅定業真言。滅定業真言為地藏王菩薩所說，其目的為讓眾生消除罪業、惡業。白話文為“

## 密教地位
在密教裏地藏菩薩的密號為悲願金剛或與願金剛、悲繁金剛:6，在金剛界示現南方寶生如來之幢菩薩，在胎藏界則為地藏院九尊之中尊地藏薩埵。
《與願金剛地藏菩薩祕記》引用《蓮華三昧經》指出，地藏菩薩之真實本地佛為寶生如來。:16

## 化身
- 地藏菩薩和喪葬法事等極其牽合，又有滅惡趣地藏的出現，以破滅三惡趣為其本願，又稱為破惡趣菩薩。
- 地藏菩薩相傳能現無邊身狀，示夢於人，故化之無邊身菩薩。
- 《蓮華三昧經》中另有記載十二地藏、十八地藏、破軍地藏、鬼神地藏、閻魔地藏之名諱。[33]:8
- 《大毘盧遮那成佛經疏‧卷五》記載胎藏界地藏院六上首[34][35]
  - 地藏菩薩
  - 寶處菩薩
  - 寶掌菩薩（《佛學大辭典》作「寶手」）[36]
  - 持地菩薩
  - 寶印菩薩
  - 堅固意菩薩

- 《佛說地藏菩薩發心因緣十王經》[37]
  - 金剛願地藏菩薩－左手持人頭幢，右手結甘露印，專任救濟地獄道。
  - 金剛寶地藏菩薩－左手持寶珠，右手結甘露印，專任救濟餓鬼道。
  - 金剛悲地藏菩薩－左手執錫杖，右手結引攝印，專主畜生道。
  - 金剛幢地藏菩薩－左手持金剛幢，右手結施無畏印，主救濟阿修羅道。
  - 放光王地藏菩薩－左手持錫杖，右手結與願印，主度人間界。
  - 預天賀地藏菩薩－左手持如意珠，右手結說法印，主救濟天人界。

- 真言宗《覺禪鈔》
  - 地獄大定智悲地藏－左持寶珠，右持錫杖。

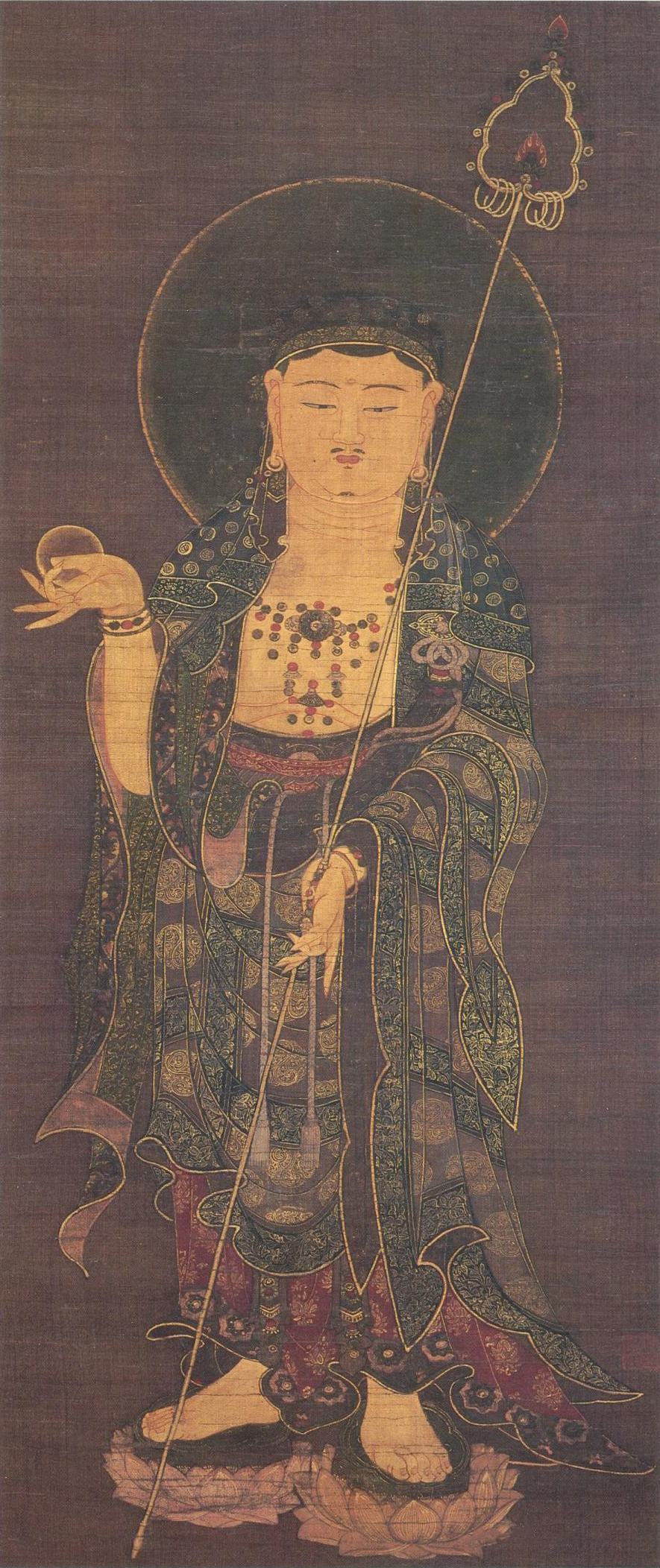
日本德川美術館 地藏菩薩像

  - 餓鬼大德清淨地藏－左持寶珠，右結與願印。
  - 畜生大光明地藏－左持寶珠，右持如意。
  - 修羅清淨無垢地藏－左持寶珠，右持梵篋。
  - 人道大清淨地藏－左持寶珠，右結施無畏印。
  - 天道大堅固地藏－左持寶珠，右持經。

- 《佛說延命地藏菩薩經》
  - 延命地藏－此尊因心無生滅而能延命，其左脅侍為掌善童子，其身白色，持白蓮華，能調御法性；右脅侍為掌惡童子，其身赤色，持金剛杵，能降伏無明。[38]

- 良助親王撰《與願金剛地藏菩薩祕記》[33]
  - 延命地藏－《祕記》中之敘述多取自《佛說延命地藏菩薩經》。[33]:10-11
  - 《祕記》中《蓮華三昧經》經文所提及之化身如下：
    - 勝軍地藏－頭戴畢竟空寂冑，身著隨求陀羅尼鎧，佩戴金剛智大刀、鐮、弓箭，左手標發心修行幡，右手執斬惡業煩惱軍劍，左右有掌善（矜加羅）、掌惡（制多迦）二童子，掌善童子本地為普賢，能調御法性；掌惡童子本地為文殊，能降伏無明。此尊地藏能擊敗貪嗔癡、無始無覺無明，助眾生破除生死輪迴，被認為與日本特別相應。[39]
    - 檀陀地藏－為地獄道之能化，手持人頭幢（檀陀意為人頭，人頭幢為閻魔之法器，表情憤怒，能口吐鐵鎖綁縛罪人、並明言其罪業；地藏持者則捲舌閉口不言罪業）。[33]:13-14
    - 寶珠地藏－為餓鬼道之能化，手持如意寶珠。餓鬼因生前吝嗇貪得而得此果報，寶珠則能化現種種眾生所好飲食使餓鬼飽足。[33]:14
    - 寶印地藏－為畜生道之能化，伸如意寶印手。畜生如龍及金翅鳥總彼此殘害，寶印手能化現種種清淨甘露飲食阻止之。[33]:14-15
    - 持地地藏－為修羅道之能化，能持大地擁護修羅。帝釋居於天，修羅居於地，雙方每月十六日鬥爭，修羅總是戰敗而痛苦，此尊地藏能護持修羅所在地域安穩、遠離鬥爭。
    - 除蓋障地藏－為人道之能化，為人除八苦之蓋障。[33]:15
    - 日光地藏－為天道之能化，照天人五衰而除其苦惱。[33]:15-16

- 弘一大師編著《地藏菩薩聖德新編》
  - 護讚地藏
  - 延命地藏
  - 牟尼地藏
  - 讚龍地藏
  - 破勝地藏
  - 不休息地藏

### 六地藏

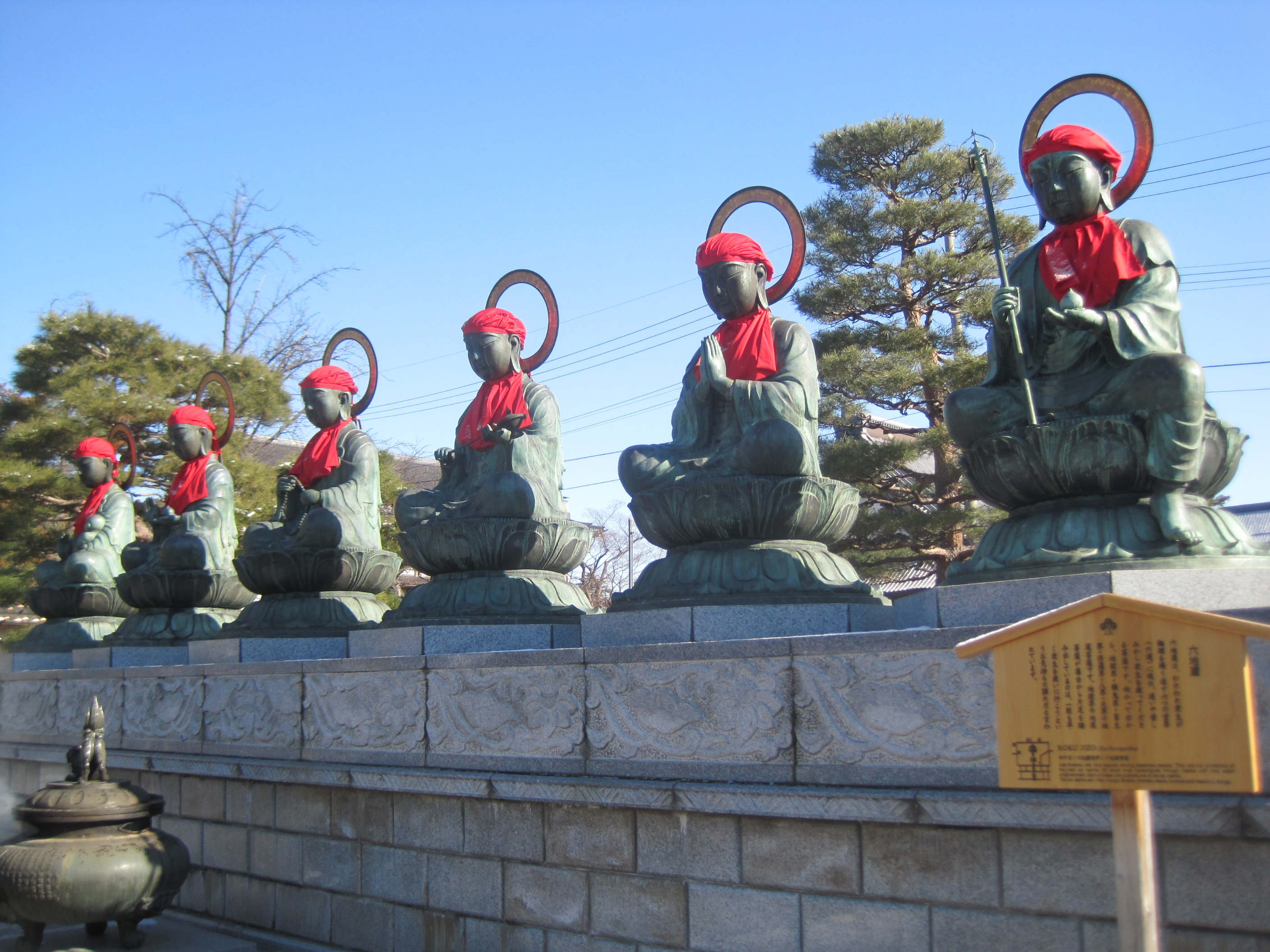
六地藏（善光寺）

在日本各地，有供奉六尊地藏菩薩的六地藏。這是源於佛教的六道輪迴思想，由六種地藏各自拯救六道的眾生而來。六地藏的個別名稱，依照地獄道、餓鬼道、畜生道、修羅道、人道、天道的順序是：檀陀地藏、寶珠地藏、寶印地藏、持地地藏、除蓋障地藏、日光地藏，或者是金剛願地藏、金剛寶地藏、金剛悲地藏、金剛幢地藏、放光王地藏、預天賀地藏。

## 民間信仰

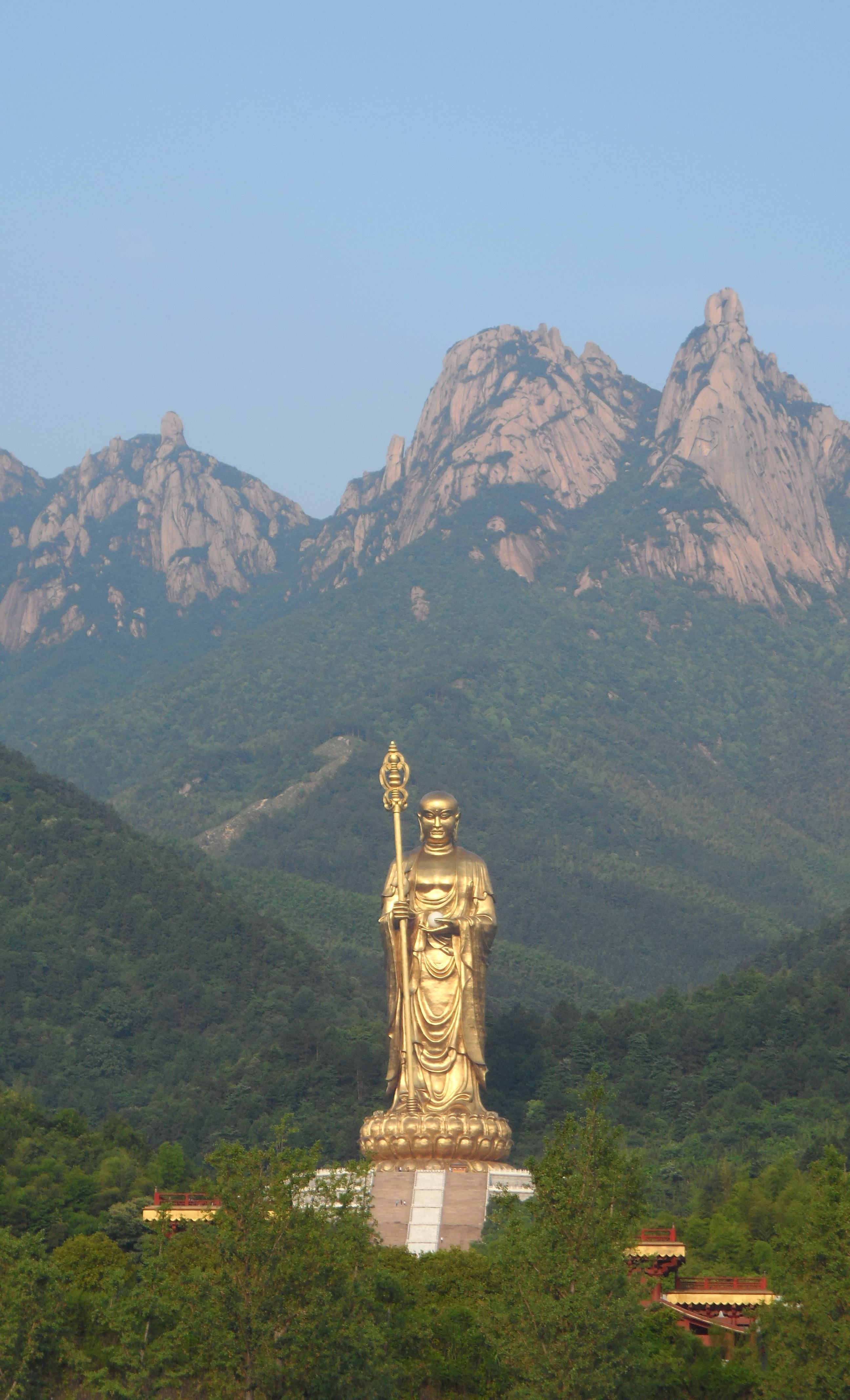
中国地藏菩萨道场安徽九华山的地藏像
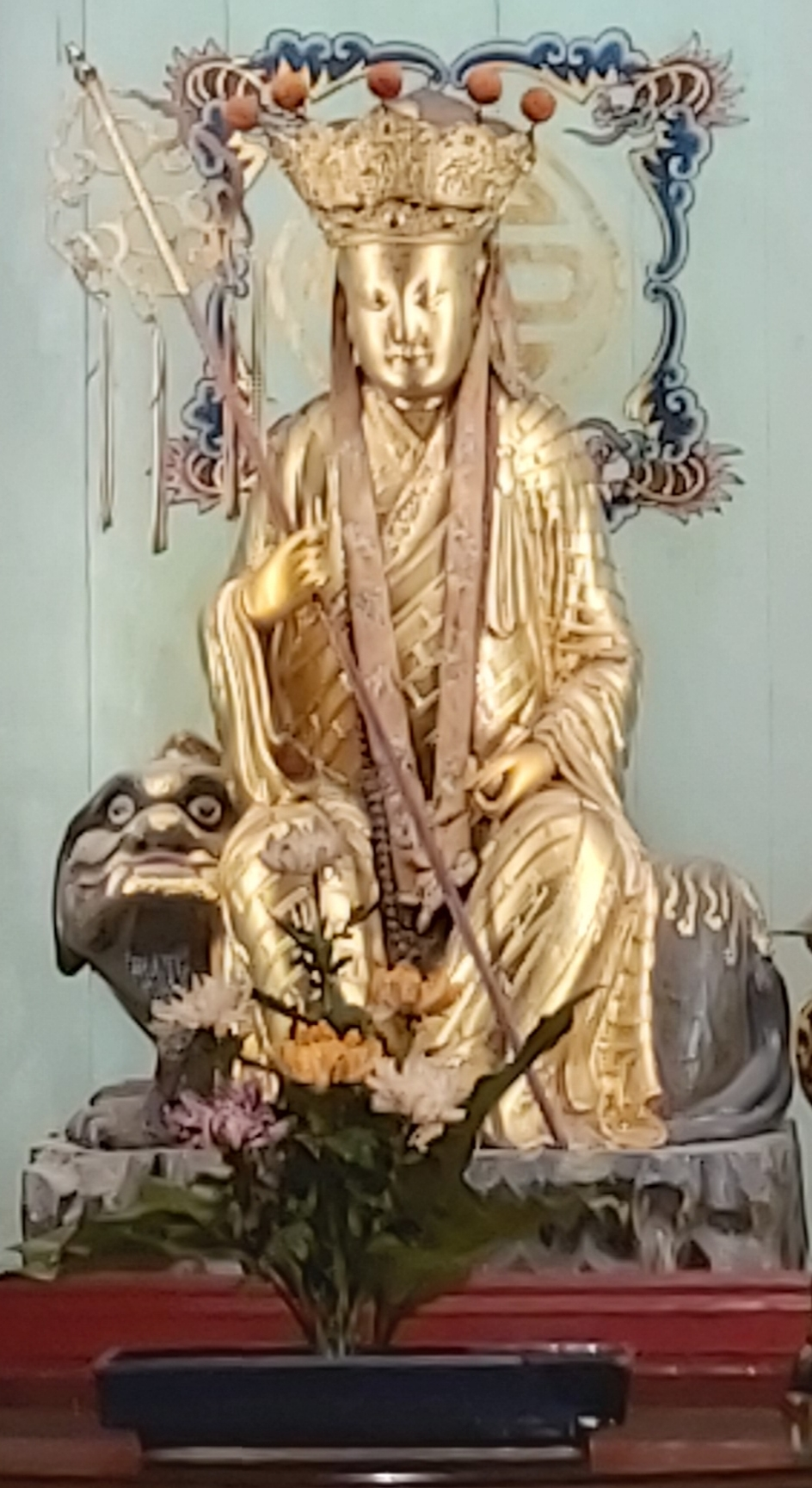
艋舺龍山寺後殿關聖帝君殿內配祀的地藏王菩薩像
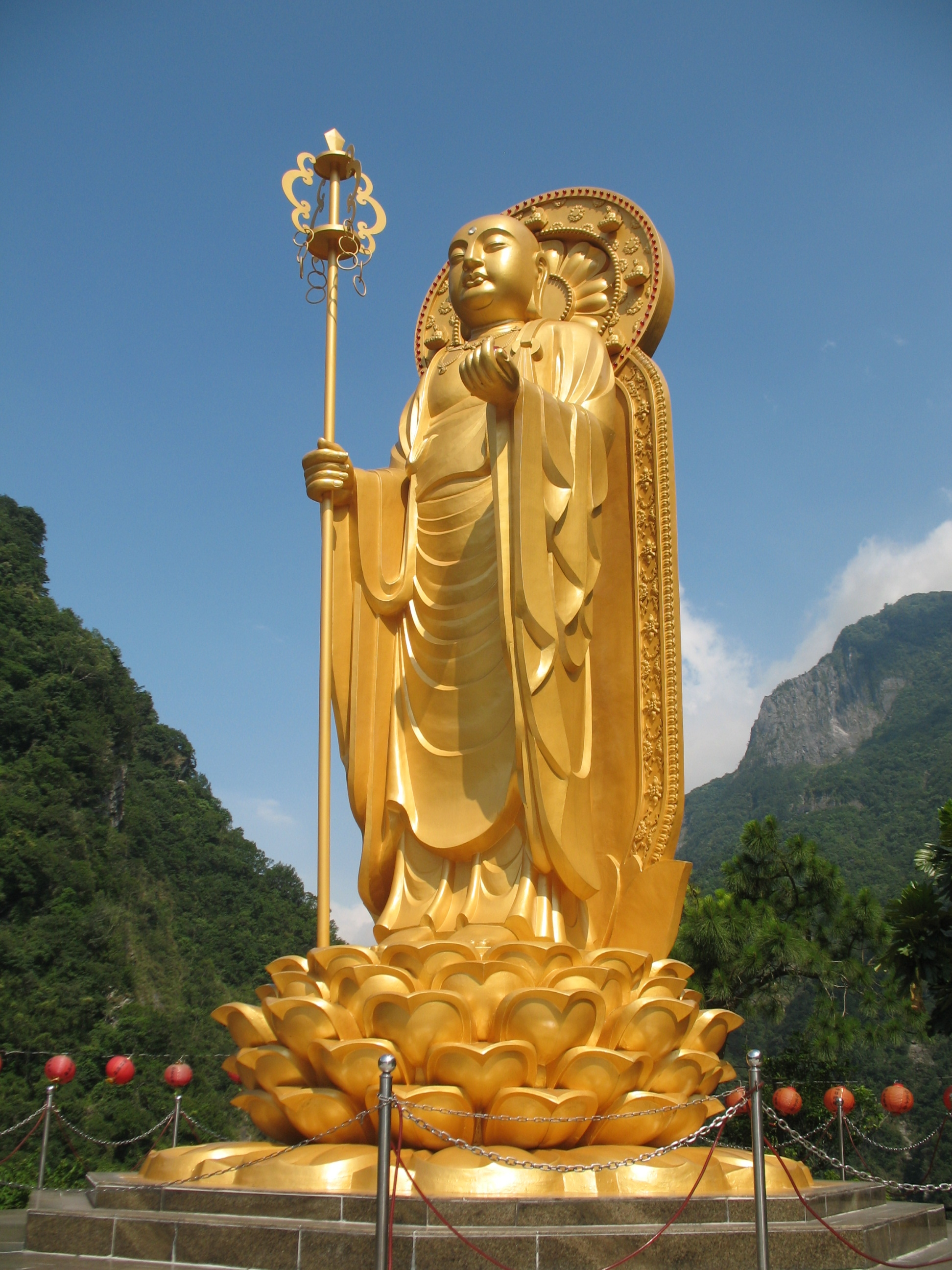
地藏菩薩像，台灣祥德寺
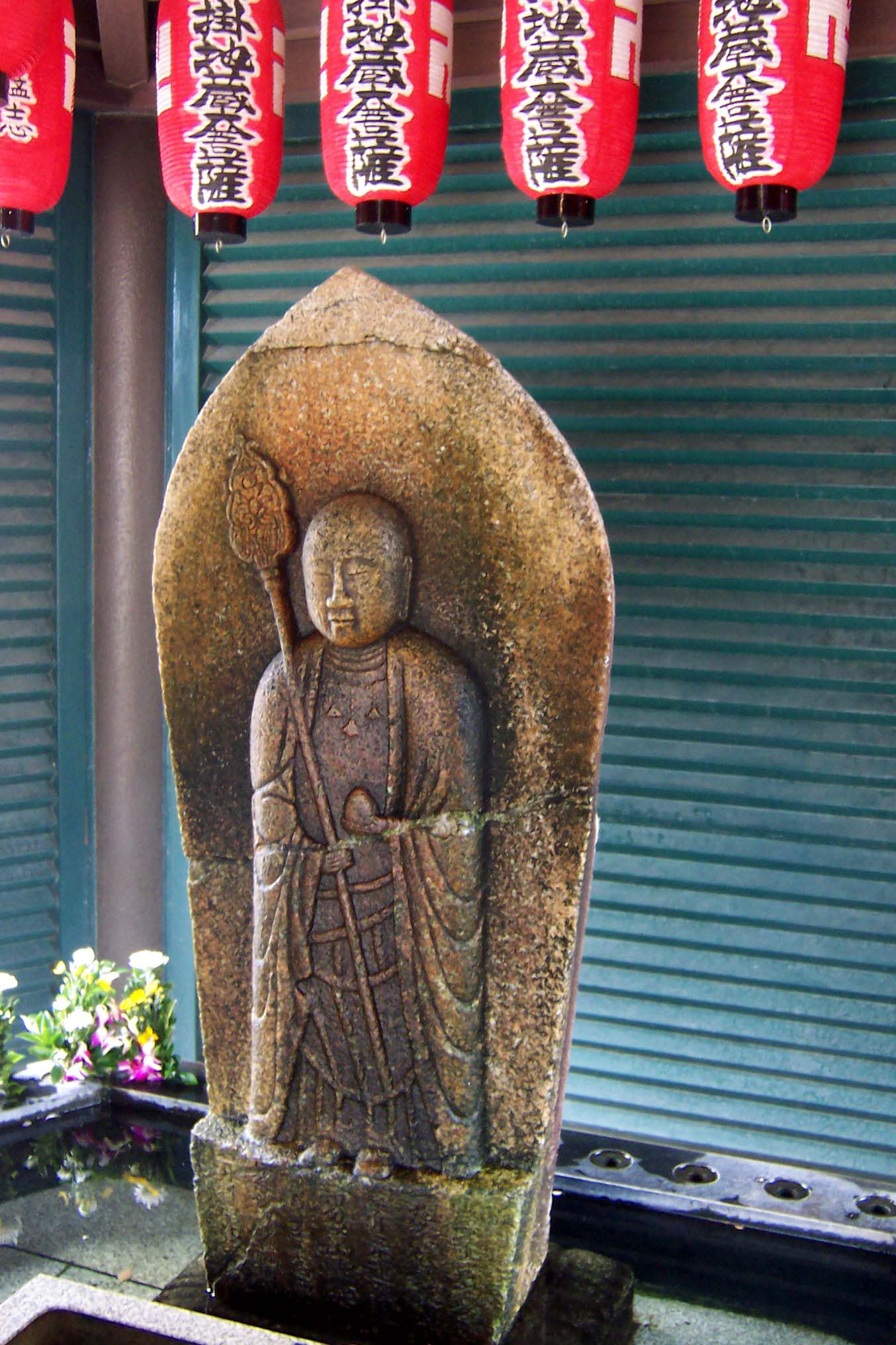
地藏菩薩
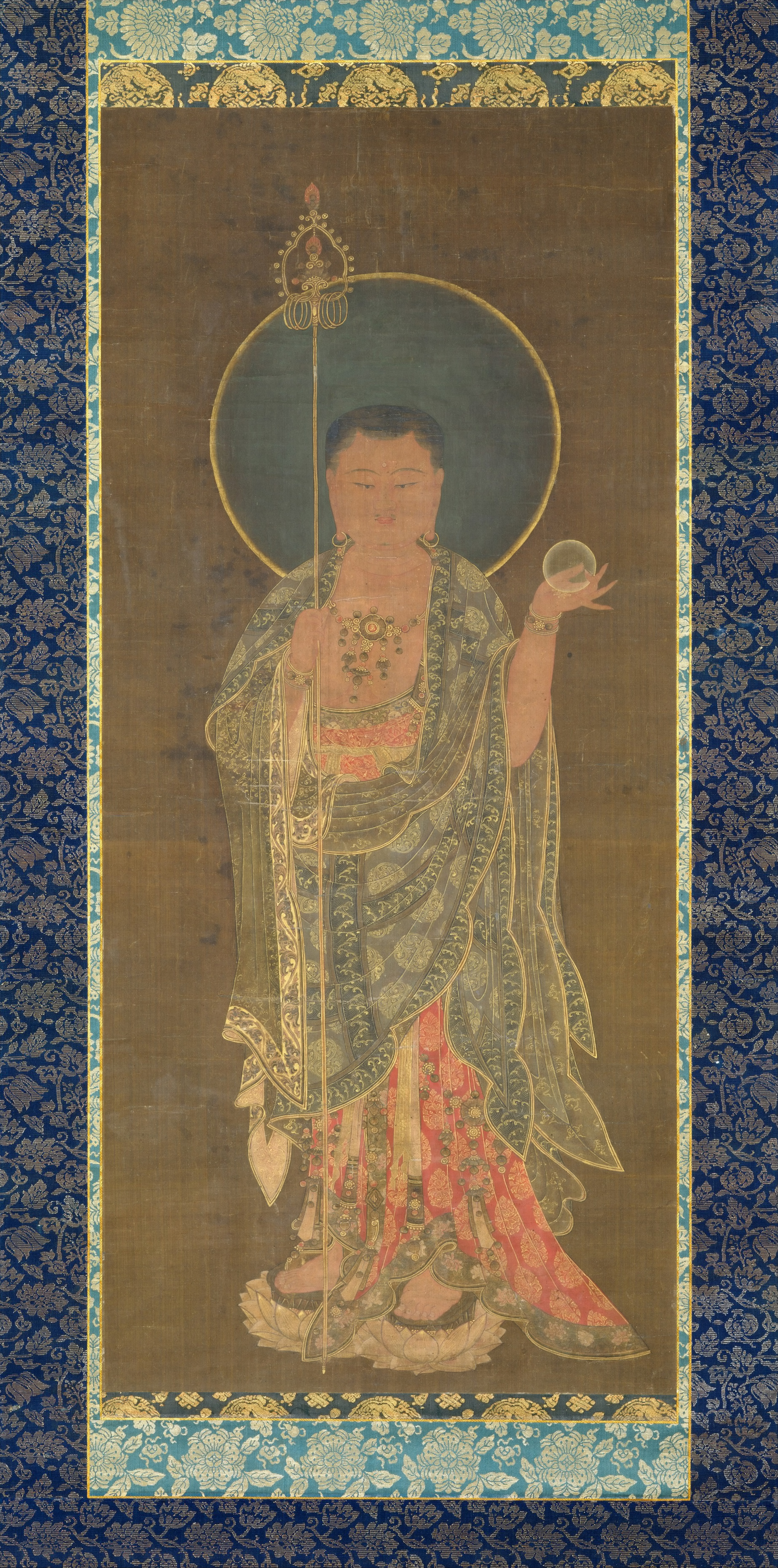
14世紀末高句麗的地藏菩薩掛畫現存於美國大都會藝術博物館
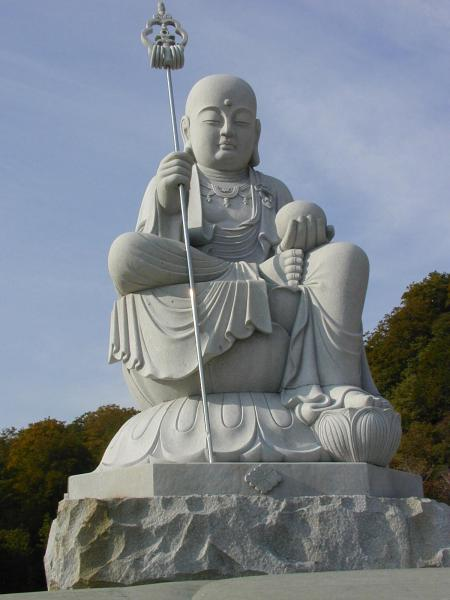
位於日本青森縣恐山的地蔵菩薩石像

### 幽冥教主

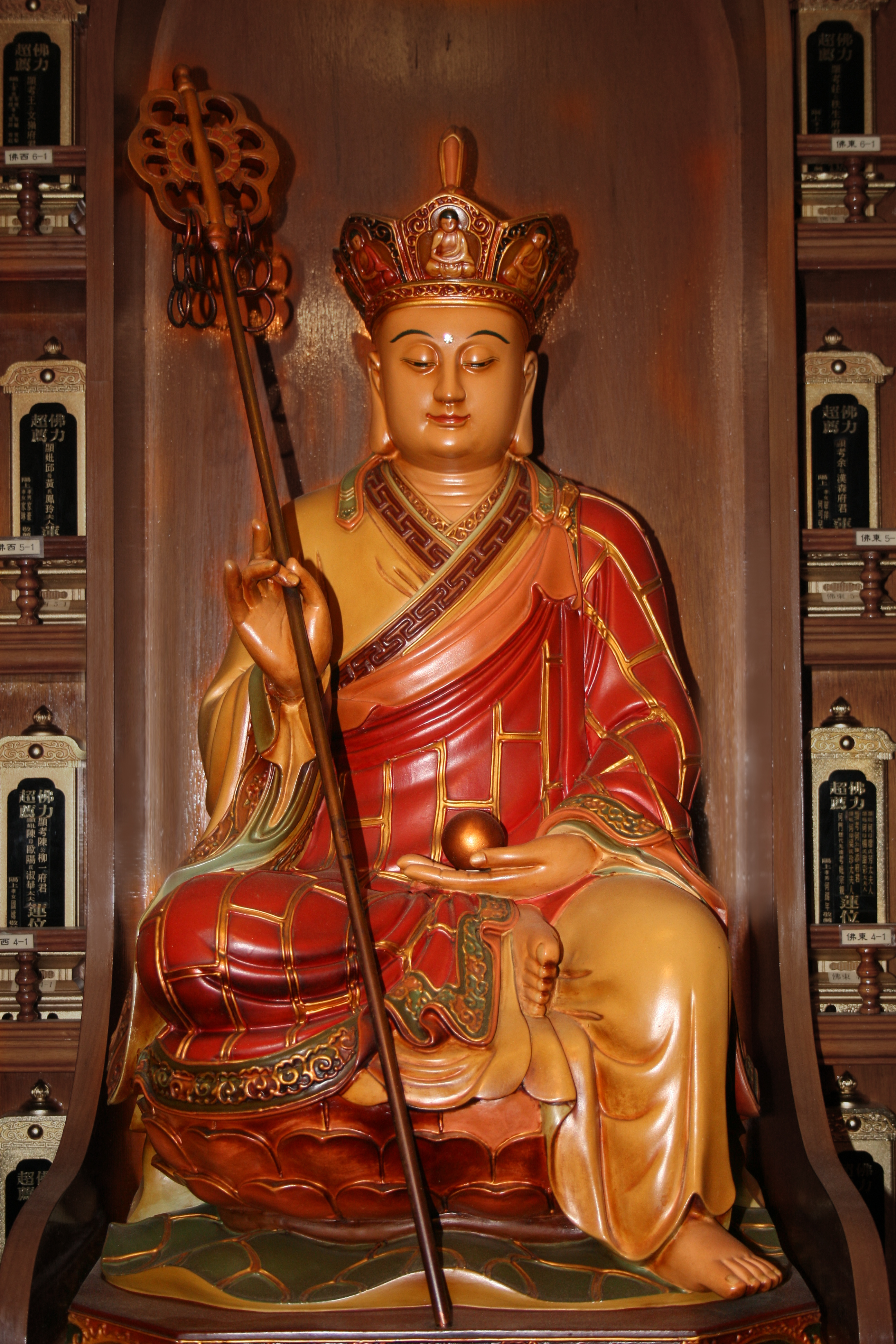
英國倫敦佛光山地藏菩萨像

由於《地藏菩薩本願經》中講述了地獄的情況（其實在《正法念處經》裡對於六道的描述更加詳細，地獄的狀況散見於其他經典）和地藏菩薩誓度盡地獄眾生的大願，所以在民間信仰中，常把地藏菩薩視為地府的主宰，稱為「幽冥教主」，甚至認為祂是閻王的上司。因此，一般在舉辦喪事、清明掃墓、中元普度、超度法會等，常供奉地藏菩薩，以祈求亡者得度。另外，在墓地、靈骨塔，或是亂葬崗、戰亂、事故頻發之地，人們往往建造寺廟祭拜地藏菩薩，希望地藏菩薩保佑生人、超度亡靈。
民間信仰中，有的廟宇供有開山先賢祿位，該殿中通常供有地藏菩薩聖像，佛像後則為先賢祿位。有的廟宇設有收納信徒的祖先牌位，或公私立的納骨塔，亦多供有地藏菩薩像。因著將地藏菩薩視為幽冥教主，部份奠祭亡者之冥鈔即印有地藏菩薩之形象。
地藏菩薩也有入地獄救母的傳說，與目連救母的故事類似，有人常會將目連尊者與地藏菩薩混淆。但其實民間傳說中，目蓮尊者輔佐地藏菩薩，護佑冥陽兩界，故新莊地藏庵就以目連尊者配祀地藏菩薩。常見二像以地藏坐諦聽、目連騎龍馬為區分。
許多華人，將在娑婆世界度化眾生的釋迦牟尼佛，聞聲救苦的觀世音菩薩，與誓願度盡眾生的地藏菩薩，合稱娑婆三聖。在臺灣地區，主祀地藏的廟宇，有著名的新莊地藏庵、鹿港地藏王廟、嘉義市九華山地藏庵、員林地藏庵等。此外，花蓮普明寺、花蓮天祥地藏禪寺也是台灣有名的地藏道場。台灣的城隍廟、東嶽廟，通常都會陪祀地藏菩薩，例如：全臺首邑縣城隍廟、台南東嶽殿、鼓山地嶽殿等。
《地藏靈感記》記載，中元節統帥諸亡靈的大神「面燃大士」亦擁護地藏菩薩。福建省泉州府安溪縣永安里謝氏，夜夢其祖先泣訴，「家有鬼，不能進。」於是謝氏率其一家，虔誠誦念地藏菩薩名號經典，焚香叩請地藏菩薩。夜中，夢見「面燃大士」前來說法，曰此鬼為前世冤親，誦念佛號可迴向之，即可化解。其家主夢中語大士曰：「我乃祈請地藏菩薩，尊神乃觀音大士化身，何幸駕臨？」面燃大士笑曰：「諸佛同體，何起分別？地藏即不可擁護乎？」

### 護佑旅客、兒童
日本人認為地藏菩薩乃旅行者、兒童的保護者，日本常立地藏塑像於十字路口或岔路口。另日本亦認為地藏菩薩悲憫早夭嬰孩(日文稱水子)，示現為早夭嬰孩之依怙免受惡鬼所害，稱「水子地藏」；故地藏菩薩護念夭亡及現世之孩童，形象多塑為菩薩或揹或抱嬰孩，或幼童環繞，為幼童之守護者，稱為「子安地藏」、「子守地藏」等。

### 化身九華
安徽省青陽縣九華山是地藏菩薩道場，為中國四大佛教名山之一。
唐朝開元年間，古代新羅宗室公子金喬覺，少年在九華山苦修，享壽九十有九，駐錫九華山，居於南臺，風餐露宿刻苦修行，在世靈蹟不斷，華人與朝鮮人皆認為其是地藏菩薩的化身。，以至十幾個世紀以來，在此修行、成就者不乏其人，來此朝聖、參觀者絡繹不絕。尤其江浙一带的房产、建筑相关人士，有每年（特别是在开工前）去九华山拜祭的习俗。
乔觉隱修時，有檀越閔公獻地建廟，閔公之子則跟隨乔觉出家，法號道明。從此地藏菩薩塑像皆以道明、閔公為脅侍，而九華山地藏護法也非韋馱菩薩，而是王靈官擔任地藏護法。

## 屬神

### 漢傳佛教
在漢傳佛教中，地藏菩薩除了道明、閔公兩大脅侍之外，有時以目連尊者、堅牢地神為脅侍，台灣地藏老廟有以道明和尚與羅剎形的無毒鬼王為脅侍之神者，也有以面燃鬼王、無毒鬼王為脅侍之神者，
也有以面燃鬼王、鬼子母神為脅侍之神者，或者以引魂菩薩（接引壽終正寢之死者）、目連尊者（接引枉死之死者）為脅侍者。
十大使者，焰摩使者，渡化地獄道眾生；持寶童子，渡化餓鬼道眾生；大力使者，渡畜生道；大辯才天女，渡修羅道眾生。寶藏天女，渡人道眾生；攝天使者，渡化天道眾生；統攝十法界使者，渡佛菩薩道眾生；大吉祥天女，渡羅漢道眾生。攝佛有緣使者，渡化緣覺眾生；
還有三十四大鬼王護持禮佛、讀誦經典者，名號分別為惡毒鬼王、多惡鬼王、大諍鬼王、白虎鬼王、血虎鬼王、赤虎鬼王、散殃鬼王、飛身鬼王、電光鬼王、狼牙鬼王、千眼鬼王、噉獸鬼王、負石鬼王、主耗鬼王、主禍鬼王、主食鬼王、主財鬼王、主畜鬼王、主禽鬼王、主獸鬼王、主魅鬼王、主產鬼王、主命鬼王、主疾鬼王、主險鬼王、三目鬼王、四目鬼王、五目鬼王、祁利失王、大祁利失王、祁利叉王、大祁利叉王、阿那吒王、大阿那吒王。
根據《與願金剛地藏菩薩祕記》，勝軍地藏、延命地藏皆以掌善（矜加羅）、掌惡（制多迦）二童子為隨從。:10、13

### 民間信仰
民間相傳，地藏菩薩的座騎，是能夠分辨善惡賢愚的神獸諦聽。其常被供奉於地藏菩薩的案側，或直接雕刻地藏菩薩端坐於其背上的塑像。
源自臺灣新北市新莊地藏庵，有官將首之陣頭，增損將軍之傳說。傳說兩將軍原為危害人間的妖魔，後受地藏菩薩懾服成為其護法，能視察人間善惡，增將軍遇善人即增其壽命，損將軍遇惡人則減其壽。命官將首目前為各地廟會常見的陣頭。

## 塑化形象
地藏菩萨為寶生如來倒駕慈航，原本就是佛，且其修道精深，也可以成佛。但菩萨见地狱裡有无量受苦的眾生，不忍离去，留在地獄，立下重誓：“我不入地狱，谁入地狱，地狱不空，誓不成佛！”。故亦有如來造像者。
早期的地藏形象是在家菩薩裝束，相貌如天人，裝扮華麗，慈祥莊嚴（可見於敦煌、龍門石窟），為在家相，通常頭戴寶冠，著在家居士服飾，莊嚴瓔珞。
唐代以後，由於金喬覺傳說，地藏菩薩形像由華麗的天人形像變為沙門、比丘形象。今日地藏菩薩的佛像，最流行出家相，光頭圓頂或頭戴毗盧冠，身著袈裟，一手持寶珠，一手握錫杖；亦有持蓮花與明珠者。
日本天台宗有一種「勝軍地藏」像，頭戴兜冑，身著鎧甲，佩大刀，手持幡與寶劍，意謂斬破煩惱而救渡眾生脫離輪迴，詳見勝軍地藏。
在唐密胎藏界曼荼羅的地藏院之地藏菩薩像，為左手持蓮花，蓮花上有如意寶幢，右手持寶珠，坐於寶蓮花上。

## 相關經典
- 《地藏菩薩本願經》[53]（唐·實叉難陀·大正藏No.412）
- 《占察善惡業報經》（天竺·菩提燈·大正藏No.839）
- 《大乘大集地藏十輪經》（唐·玄奘·大正藏No.411）
- 《大方廣十輪經》（失譯今附北涼錄·大正藏No.410）
- 《地藏菩薩儀軌》（唐·輸婆迦羅·大正藏No.1158）
- 《佛說地藏菩薩陀羅尼經》（失譯·大正藏No.1159B）
- 《金剛三昧經·總持品第八》（失譯·大正藏No.273）
- 《百千頌大集經地藏菩薩請問法身贊》（不空·大正藏No.413）
- 《佛說延命地藏菩薩經》
- 《佛說羅摩伽經》（西秦·聖堅·大正藏No.294）（只是釋迦說法時的聽眾之一，並沒有神跡可述。）

## 其他
日本的地藏菩萨则相当于不同地域专门的守护神，相当于中国的土地公。